# Apple Inc.
Apple Inc. is een Amerikaans technologiebedrijf dat op 1 april 1976 is opgericht (toen met de naam Apple Computer, Inc.) door Steve Jobs, Steve Wozniak en Ronald Wayne. Het bedrijf is gevestigd in Cupertino, Californië.

## Geschiedenis
Apple is vooral bekend van zijn reeks Apple Macintosh-computers, de iPod (muziekspeler), de iPhone (smartphone) en de iPad (tablet). Naast hardware ontwikkelt het zelf ook veel software voor het eigen macOS, maar ook voor Windows. Eind jaren zeventig is Apple bekend geworden met de Apple II, een van de eerste succesvolle personal computers ter wereld. De Apple II speelde een essentiële rol bij de opkomst van de pc-markt. Aan deze reeks van kleine successen kwam echter een abrupt einde door een op handen zijnd bankroet. In 1997 stond het bedrijf aan de rand van de afgrond, maar met een investering van 160 miljoen dollar (door Microsoft) is het bedrijf weer op de been geholpen.

### Naamgeving
Het bedrijf waar Steve Jobs mede-oprichter van was heeft zijn naam Apple grotendeels aan hem te danken. Jobs was in de jaren zeventig fruitariër en kwam volgens eigen zeggen zo op het idee de firma Apple te noemen:

I was actually a fruitarian at that point in time. I ate only fruit. Now I'm a garbage can like everyone else. And we were about three months late in filing a fictitious business name so I threatened to call the company Apple Computer unless someone suggested a more interesting name by five o'clock that day. Hoping to stimulate creativity. And it stuck. And that's why we're called Apple.

Ik was een fruitariër in die tijd. Ik at alleen fruit. Nu ben ik net zo'n vuilnisbak als iedereen. We waren ongeveer drie maanden te laat met het inzenden van een fictieve bedrijfsnaam dus ik dreigde om het bedrijf Apple Computer te noemen tenzij iemand voor vijf uur 's middags die dag een betere naam zou verzinnen. Ik hoopte dat dat de creativiteit zou stimuleren, maar de naam bleef hangen. En daarom heten we Apple.
— Steve Jobs

In 2007 heeft het bedrijf formeel zijn naam gewijzigd van Apple Computer, Inc. naar Apple Inc., om duidelijk aan te geven dat het productaanbod van het bedrijf meer dan enkel computers omvat. Het logo verwijst naar de vrucht van de boom van kennis van goed en kwaad. Deze vrucht wordt vaak met de appel vereenzelvigd. In het Bijbelverhaal nam Eva een hap van de vrucht toen de mens nog in het paradijs verbleef.

### Nieuw hoofdkantoor Apple Park
Op 6 juli 2011 maakte Steve Jobs in een plaatselijke conferentie bekend dat hij in Cupertino in Californië een nieuw hoofdkantoor in de vorm van een ruimteschip wil laten bouwen, op een van Hewlett-Packard gekocht stuk grond. Het complex moet plaats gaan bieden aan 15.000 mensen, en zal naast het enorme gebouw veel natuur bevatten. Vandaar de naam Apple Park. Het gebouw zal voor een groot gedeelte uit glas bestaan, waarbij er geen enkel stuk recht glas te vinden zal zijn. Tevens komen er een grote ondergrondse parkeergarage, presentatiehal, fitnessruimte en een energiecentrum waar Apple zijn eigen energie wil opwekken. Bouwtekeningen van het nieuwe pand zijn vrijgegeven. Het pand werd in april 2017 in gebruik genomen.

### Poortwachter
Op 6 september 2023 wees de Europese Commissie Apple aan als poortwachter in het kader van de Verordening digitale markten en werden App Store, iOS en Safari aangewezen als kernplatformdiensten. Op 29 april 2024 werd het besturingssysteem iPadOS toegevoegd aan de lijst van diensten onder de Verordening digitale markten.

## Sleutelfiguren

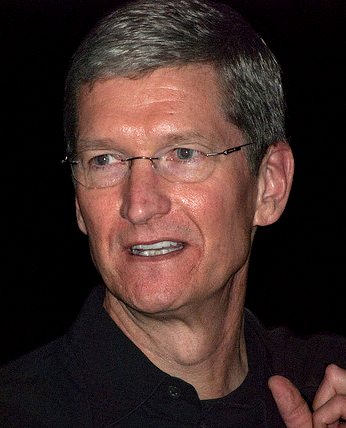
Tim Cook, de huidige CEO (2009)

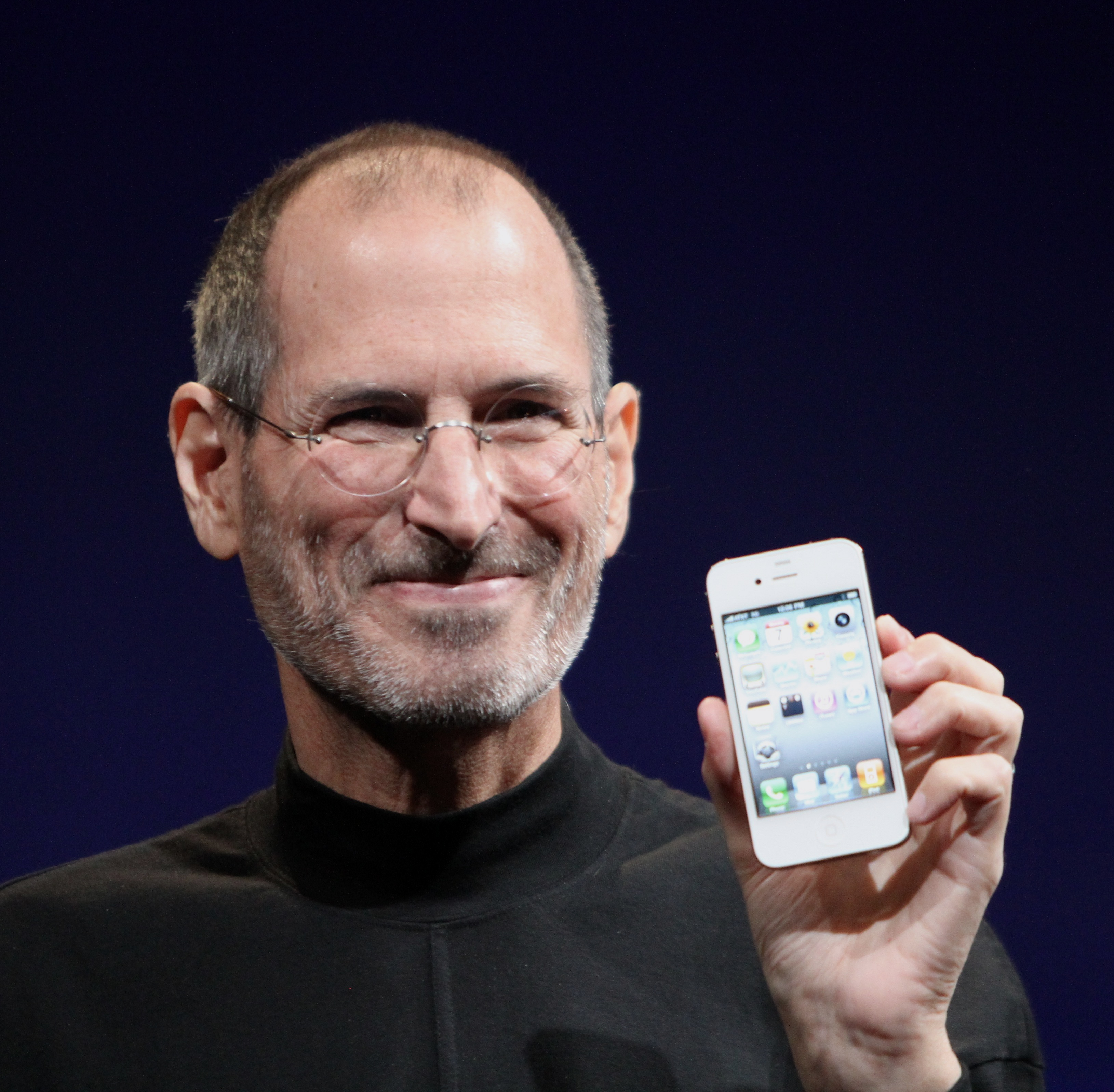
Steve Jobs (2011)

#### CEO's
- 1977 – 1981: Michael Scott
- 1981 – 1983: Mike Markkula
- 1983 – 1993: John Sculley
- 1993 – 1996: Michael Spindler
- 1996 – 1997: Gil Amelio
- 1997 – 2011: Steve Jobs
- 2011 – heden: Tim Cook

Steve Jobs heeft ontslag genomen als CEO op 24 augustus 2011, en is overleden op 5 oktober 2011.

Tussen januari en juni 2009 was in verband met medisch verlof Tim Cook waarnemend CEO.

#### CFO's
- Luca Maestri (2014 - heden)[9]

## Activiteiten
Apple ontwerpt, produceert en verkoopt mobiele communicatie en media apparaten, personal computers en verkoopt een grote variëteit aan gerelateerde software, diensten en accessoires. De activiteiten vinden wereldwijd plaats en het bedrijf telde per eind september 2024 ongeveer 164.000 werknemers. In 2023 behaalde het een totale omzet van US$ 391 miljard, waarvan de iPhone het meest verkocht product was. De verkoop van diensten zoals advertenties, cloud- en betaaldiensten en App Store neemt snel toe, in 2023 maakte dit 24,5% van de totale omzet uit (2016: 11%). De brutowinstmarge op deze diensten ligt gemiddeld tweemaal zo hoog als op hardware. Noord-Amerika was de grootste afzetmarkt met een aandeel van 43% in de omzet, gevolgd door Europa (26%) en de Volksrepubliek China (17%).
Vrijwel de gehele productie wordt geheel of gedeeltelijk uitgevoerd door derden die hoofdzakelijk zijn gevestigd in de Volksrepubliek China, India, Japan, Zuid-Korea, Taiwan en Vietnam. Het aantal bedrijven dat voor Apple produceert is beperkt, zoals Foxconn. Verder zijn veel logistieke diensten uitbesteed.

### Resultaten
Apple Inc. heeft een gebroken boekjaar dat loopt van 1 oktober tot en met 30 september. Per jaar werd ongeveer 5% van de omzet uitgegeven aan O&O maar dit liep gestaag op naar 8% in 2024. Op 2 november 2018 liet CEO Tim Cook weten dat Apple niet langer het aantal verkochte iPhones en iPads zal publiceren. Wel wordt de omzet per productgroep gepubliceerd.
| Jaar | Netto- resultaat               | Omzet                          | iPhone                                    | iPad                                      | Mac                                       | WH&A                           | Services                       |
| Jaar | Netto- resultaat               | Omzet                          | (Verkopen in miljoenen stuks t.e.m. 2017) | (Verkopen in miljoenen stuks t.e.m. 2017) | (Verkopen in miljoenen stuks t.e.m. 2017) | WH&A                           | Services                       |
| ---- | ------------------------------ | ------------------------------ | ----------------------------------------- | ----------------------------------------- | ----------------------------------------- | ------------------------------ | ------------------------------ |
| 2000 | 0,8                            | 8,0                            |                                           |                                           | 4,6                                       |                                |                                |
| 2005 | 1,3                            | 13,9                           |                                           |                                           | 4,5                                       |                                |                                |
| 2010 | 14,0                           | 65,2                           | 40,0                                      | 7,5                                       | 13,7                                      |                                |                                |
| 2011 | 25,9                           | 108,3                          | 72,2                                      | 32,4                                      | 16,7                                      |                                |                                |
| 2012 | 41,7                           | 156,5                          | 125,0                                     | 58,3                                      | 18,2                                      |                                |                                |
| 2013 | 37,1                           | 170,9                          | 150,3                                     | 71,0                                      | 16,3                                      |                                |                                |
| 2014 | 39,4                           | 182,8                          | 162,2                                     | 68,0                                      | 18,9                                      |                                |                                |
| 2015 | 53,4                           | 233,7                          | 231,2                                     | 54,9                                      | 20,6                                      |                                |                                |
| 2016 | 45,7                           | 215,6                          | 211,9                                     | 45,6                                      | 18,5                                      |                                |                                |
| 2017 | 48,4                           | 229,2                          | 220,9                                     | 43,8                                      | 19,3                                      |                                |                                |
| Jaar | Alle bedragen in miljarden US$ | Alle bedragen in miljarden US$ | Alle bedragen in miljarden US$            | Alle bedragen in miljarden US$            | Alle bedragen in miljarden US$            | Alle bedragen in miljarden US$ | Alle bedragen in miljarden US$ |
| 2018 | 59,5                           | 265,6                          | 164,9                                     | 25,2                                      | 18,4                                      | 17,4                           | 39,7                           |
| 2019 | 55,3                           | 260,2                          | 142,4                                     | 25,7                                      | 21,3                                      | 24,5                           | 46,3                           |
| 2020 | 57,4                           | 274,5                          | 137,8                                     | 23,7                                      | 28,6                                      | 30,6                           | 53,8                           |
| 2021 | 94,7                           | 365,8                          | 192,0                                     | 31,9                                      | 35,2                                      | 38,4                           | 68,4                           |
| 2022 | 99,8                           | 394,3                          | 205,0                                     | 29,3                                      | 40,2                                      | 41,2                           | 78,1                           |
| 2023 | 97,0                           | 383,3                          | 200,6                                     | 28,3                                      | 29,4                                      | 39,8                           | 85,2                           |
| 2024 | 93,7                           | 391,0                          | 201,1                                     | 30,0                                      | 26,7                                      | 37,0                           | 96,2                           |

Apple keert dividend uit, maar koopt ook op grote schaal eigen aandelen in. In 2014 stonden er gemiddeld 6,1 miljard aandelen uit en dit was in 2018 gedaald naar 5 miljard. In augustus 2020 werden de aandelen gesplitst, de aandeelhouder kreeg vier nieuwe aandelen voor één oud aandeel.

### Hardware

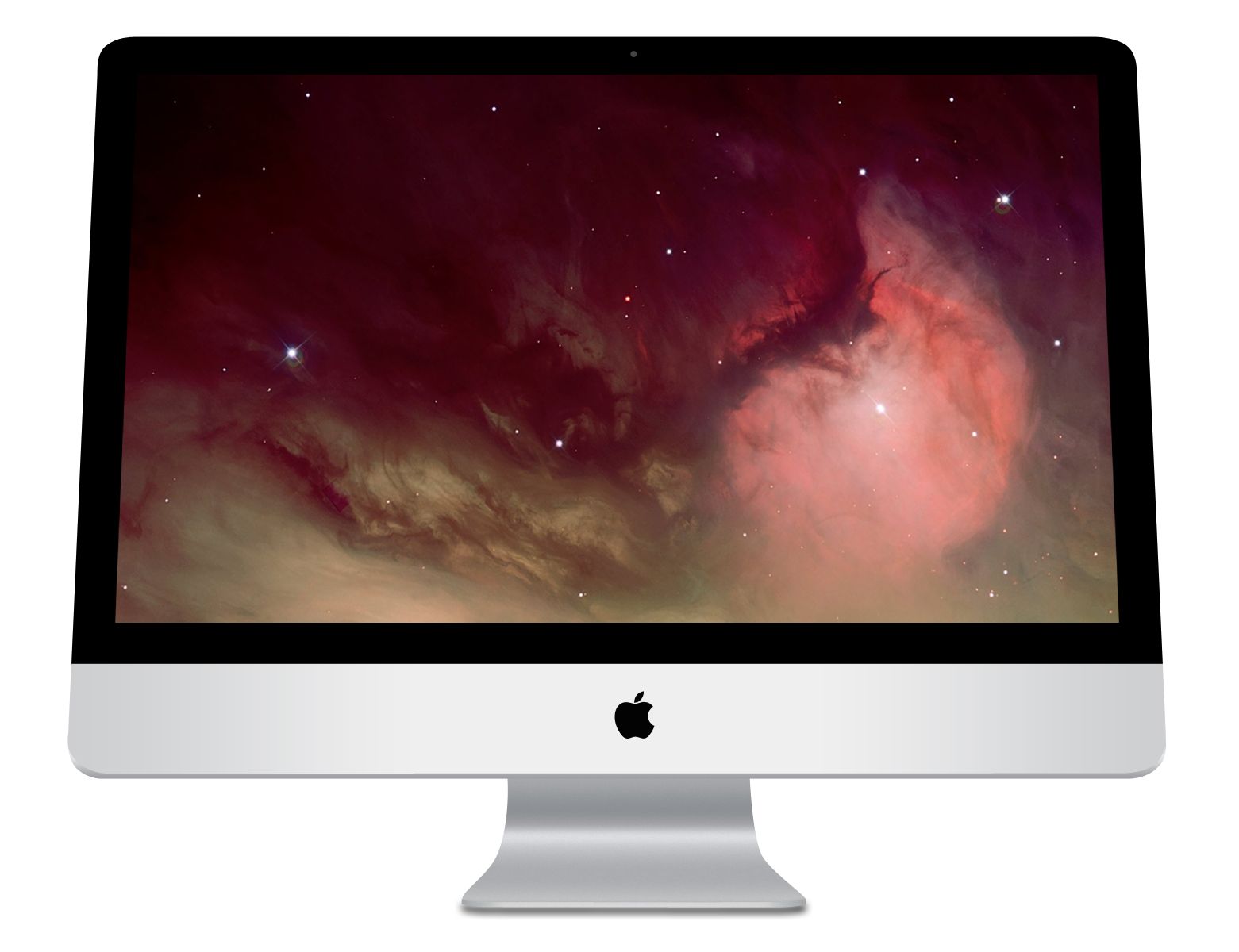
iMac

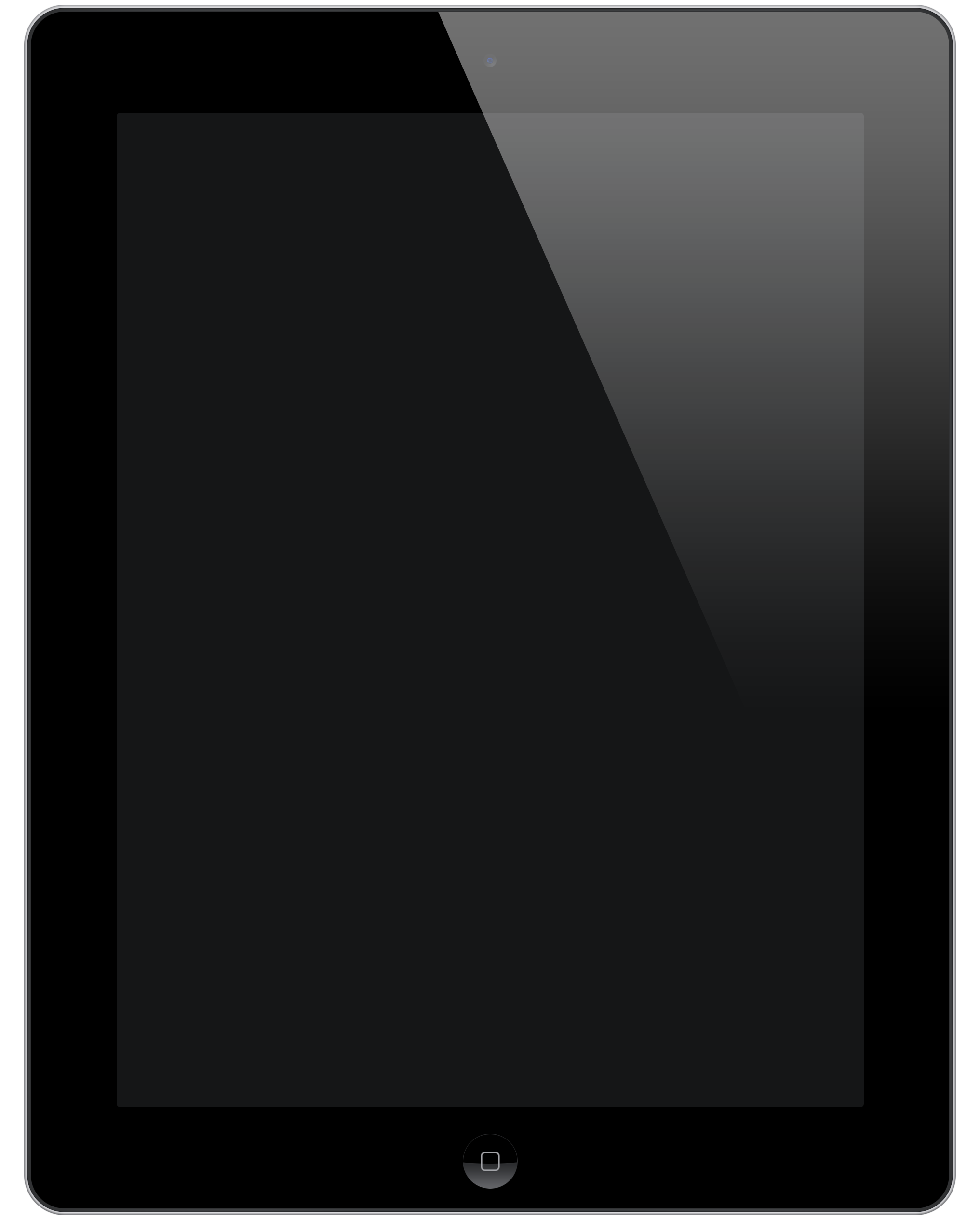
iPad

#### Mac
| Model       | Model      | Geïntroduceerd          | Laatste versie   | Apple Chip   |
| ----------- | ---------- | ----------------------- | ---------------- | ------------ |
| MacBook Air | 13,6-inch  | 15 januari 2008         | 6 juni 2022      | M2           |
| MacBook Pro | 13,3-inch  | 10 januari 2006         | 6 juni 2022      | M2           |
| MacBook Pro | 14/16-inch | 10 januari 2006         | 16 oktober 2022  | M1 Pro/Max   |
| iMac        | 24-inch    | 15 augustus 1998 (Org.) |                  | M1           |
| Mac Pro     |            | 7 augustus 2006         | 12 juni 2023     | M2 Ultra     |
| Mac mini    |            | 11 januari 2005         | 10 november 2021 | M2 of M2 pro |
| Mac Studio  |            | 18 maart 2022           | 18 maart 2022    | M1 Ultra     |

#### iPad
Zie iPad voor het hoofdartikel over dit onderwerp
| Serie     | Model            | Geïntroduceerd    |
| --------- | ---------------- | ----------------- |
| iPad      | iPad (2022)      | 24 september 2021 |
| iPad mini | iPad mini (2021) | 24 september 2021 |
| iPad Air  | iPad Air (2022)  | 9 maart 2022      |
| iPad Pro  | iPad Pro (2021)  | 21 mei 2021       |

#### iPhone
Na de aankondiging van de iPhone 16 (Pro)-serie in september 2024 is de line-up van producten die Apple zelf verkoopt als volgt:
| Model                            | Geïntroduceerd    |
| -------------------------------- | ----------------- |
| iPhone 16 (Plus, Pro en Pro Max) | 9 september 2024  |
| iPhone 16e                       | 19 februari 2025  |
| iPhone 15 (Plus)                 | 12 september 2023 |
| iPhone 14 (Plus)                 | 16 september 2022 |
| iPhone SE (2022)                 | 9 maart 2022      |

#### Apple Watch
| Model                 | Geïntroduceerd    |
| --------------------- | ----------------- |
| Apple Watch series 10 | 9 september 2024  |
| Apple Watch Ultra 2   | 12 september 2023 |
| Apple Watch SE        | 7 september 2022  |
| Apple Watch Nike      | 7 september 2022  |

#### Apple TV
Zie Apple Tv voor het hoofdartikel over dit onderwerp
| Model       | Geïntroduceerd    | Laatste versie  |
| ----------- | ----------------- | --------------- |
| Apple TV HD | 30 oktober 2015   | 21 mei 2021     |
| Apple TV 4K | 22 september 2017 | 18 oktober 2022 |

#### iPod
De productie van de iPod Touch is in mei 2022 gestopt, hij is nog verkrijgbaar zolang de voorraad strekt.
| Model      | Generatie | Datum van introductie |
| ---------- | --------- | --------------------- |
| iPod Touch | 1         | september 2007        |
| iPod Touch | 7         | 28 mei 2019           |

#### Homepod
| Model        | Generatie | Geïntroduceerd  |
| ------------ | --------- | --------------- |
| HomePod      | 2         | 18 januari 2023 |
| HomePod Mini | 1         | 13 oktober 2020 |

#### Airpods
| Model       | Generatie | Geïntroduceerd   |
| ----------- | --------- | ---------------- |
| AirPods     | 4         | 9 september 2024 |
| AirPods Pro | 2         | 7 september 2022 |
| AirPods Max | 1         | 8 december 2021  |

#### Airtag
| Model  | Geïntroduceerd |
| ------ | -------------- |
| AirTag | 20 april 2021  |

### Software

#### Applicaties
| Aandelen     |  |  | - |  |  |        |  |  |                                                                      |
| Agenda       |  |  | |  |  |        |  |  |                                                                      |
| App Store    |  |  | - |  |  |        |  |  |                                                                      |
| Berichten    |  |  | - |  |  |        |  |  |                                                                      |
| Bestanden    |  |  | macOS: onderdeel van Finder |  |  |        |  |  |                                                                      |
| Contacten    |  |  | - |  |  |        |  |  |                                                                      |
| Camera       |  |  | - |  |  |        |  |  |                                                                      |
| Dictafoon    |  |  | Audio opnemen |  |  |        |  |  |                                                                      |
| FaceTime     |  |  | - Audiogesprekken - Videobellen - Groepsgesprekken |  |  |        |  |  |                                                                      |
| Gezondheid   |  |  | - |  |  |        |  |  |                                                                      |
| Kaarten      |  |  | - Apples kaartendienst - actuele OV-reistijden - Fly Over-steden - Lookout                                                                                        |  |  |        |  |  |                                                                      |
| Kompas       |  |  | - |  |  |        |  |  |                                                                      |
| Mail         |  |  | - |  |  |        |  |  |                                                                      |
| Meten        |  |  | - Afstanden meten met behulp van de camera - Waterpas |  |  |        |  |  |                                                                      |
| Muziek       |  |  | - |  |  |        |  |  |                                                                      |
| News         |  |  | - Niet in Nederland beschikbaar als app (wel te gebruiken via widget-scherm)                                                                                      |  |  |        |  |  |                                                                      |
| Notities     |  |  | - |  |  |        |  |  |                                                                      |
| Opdrachten   |  |  | - |  |  |        |  |  |                                                                      |
| Podcasts     |  |  | - |  |  |        |  |  |                                                                      |
| Rekenmachine |  |  | - |  |  |        |  |  |                                                                      |
| Safari       |  |  | - |  |  |        |  |  |                                                                      |
| Tips         |  |  | - |  |  |        |  |  |                                                                      |
| Watch        |  |  | - Applicatie waarmee een Apple Watch aan je iPhone wordt gekoppeld                                                                                                |  |  |        |  |  |                                                                      |
| Weer         |  |  | |  |  | Woning |  |  | - Het beheren van domotica, zoals slimme verlichting en rolgordijnen |
| Zoek mijn    |  |  | - Het vinden van je apparaten, zoals je iPhone, iPad, Apple Watch, AirPods en Mac - Het vinden van vrienden en belangrijke personen met wie locatie wordt gedeeld |  |  |        |  |  |                                                                      |

#### Besturingssystemen
- macOS, het huidige besturingssysteem van Apple.
- iOS, het besturingssysteem voor de iPod touch, iPhone en tot met iOS 12 ook de iPad.
- iPadOS, het besturingssysteem voor de iPad dat sinds 2019 werd losgekoppeld van iOS, waar het toestel voorheen op draaide.
- tvOS, het besturingssysteem voor de vierde generatie Apple TV.
- watchOS, een mobiel besturingssysteem voor de Apple Watch.
- audioOS, een besturingssysteem die op de HomePods draait.
- CarPlay, het besturingssysteem voor autoinfontainmentsystemen, eerder werd dit iOS in the Car genoemd.
- visionOS, het besturingssysteem voor Vision Pro, de AR headset van Apple
- ook zijn er nog verschillende kleine softwaresystemen die worden/werden gebruikt op verschillende oudere toestellen, zoals de iPod Nano en de iPod classic. Deze softwaresystemen hebben geen specifieke naam.

#### Diensten
- Apple Music, de muziekstreamingservice waarbij toegang wordt verleent aan muziek voor een maandelijks bedrag.
- Apple TV+, de videostreamingservice waar voor een maandelijkse toelage series en films kunnen worden bekeken.
- Apple News+, een dienst waar voor een maandelijkse toelage toegang wordt gegeven aan artikels van diverse kranten en magazines. (Nog niet in België en Nederland.)
- Apple Fitness +, een dienst waar voor een maandelijkse toelage toegang wordt gegeven tot video's en work-outs om thuis te fitnessen. (Nog niet in België en Nederland)
- Apple Arcade, voor een maandelijkse bijdrage krijgt men toegang tot een bibliotheek aan videogames.
- Apple Card, de dienst die betalen op krediet mogelijk maakt.
- Apple Pay, de dienst die (draadloos) betalen met Apple-apparaten mogelijk maakt.
- iCloud, de service waarbij men bestanden kan opslaan in de cloud. Dit is gratis tot een ruimte van 5 GB, er bestaan ook abonnementen waarbij de gebruiker op meer opslag recht heeft.

#### Overig
- Via dochterbedrijf FileMaker Inc. brengt Apple verschillende databaseproducten, zoals FileMaker en Bento, op de markt.
- Apple is eigenaar van een groot aantal lettertypen.
- Gebruikers van Apple-producten kunnen gebruikmaken van een reeks online diensten. Sinds het najaar van 2011 heet het pakket waaronder deze diensten vallen iCloud. Het volgde de betaalde varianten MobileMe en .Mac op.

### Ontwikkelde standaarden
- Apple Pay, betalingssysteem voor iPhones middels near-field communication (NFC). Deze functie is enkel beschikbaar vanaf de iPhone 6 en de eerste generatie Apple Watch, en op de iPad Pro-, iPad Air-, iPad- en iPad mini-modellen met Touch ID of Face ID, in apps, op de iPad enkel beschikbaar op het web via Safari, voor persoonlijke betalingen en in Business Chat.
- AppleTalk, een client-/servergebaseerd netwerksysteem voor het delen van bestanden.
- Bonjour, netwerkclientinterface voor communicatie en bestandsdeling in een LAN.
- QuickTime, multimediacontainerformaat. Wordt niet meer ondersteund.
- FireWire, alternatief voor USB.
- Mini DisplayPort.

## Verkooppunten

Het Hirsch-gebouw aan het Leidseplein in Amsterdam op de openingsdag van de Apple Store op 3 maart 2012

Apple wordt in Nederland en België onder andere vertegenwoordigd door de Apple Premium Partners, voorheen Apple Premium Resellers. Dit zijn zelfstandige winkels die gespecialiseerd zijn in Apple-producten. Per december 2006 kende België 15 Apple Premium Resellers en Nederland 24. De reden voor de naamswijziging is dat het duidelijker is dat de Apple Premium Resellers geen deel uitmaken van Apple zelf. Er werd gespeculeerd dat de naamswijziging te maken had met de oprichting van Apple Stores (het retailconcept van Apple, waarbij de winkels eigendom van Apple zijn) op het vasteland van Europa. De eerste werd in maart 2007 in Rome geïntroduceerd. Buiten de Apple Premium Resellers zijn er ook andere dealers die Apple-producten verkopen.
Sinds 2007 heeft Apple ook Apple Shops in Nederland die volgens een shop-in-shopconcept in winkels van Apple Authorised Reseller Media Markt zijn gevestigd. Veel van deze winkels hebben een gedeelte afgestaan aan Apple, waarin Apple volgens eigen concept de inrichting verzorgt. Daarnaast wordt elke Apple Shop geleid door medewerkers van Apple, die Apple Solutions Consultants (ASC's) worden genoemd. In tegenstelling tot de medewerkers van de Apple Store die onderdeel zijn van Apple Retail worden deze ASC's aangestuurd door Apple Corporate. De ASC's worden in de Shops bijgestaan door Apple-specialisten in dienst van het filiaal die met regelmaat door Apple worden getraind. Deze Shops zijn echter geen aparte winkels: de uiteindelijke verkooptransactie vindt plaats bij de kassa van het Media Markt-filiaal.
Op 3 maart 2012 opende de eerste Nederlandse Apple Store in het Hirsch-gebouw aan het Leidseplein in Amsterdam. Hier is ook het hoofdkantoor van Apple Benelux gevestigd. Later zijn er nog Apple Stores geopend in Haarlem en in Den Haag.
In 2015 opende de eerste Apple Store in België op de Gulden-Vlieslaan in Brussel. Dit is tot op heden nog steeds de enige Apple Store van België

### Belastingen

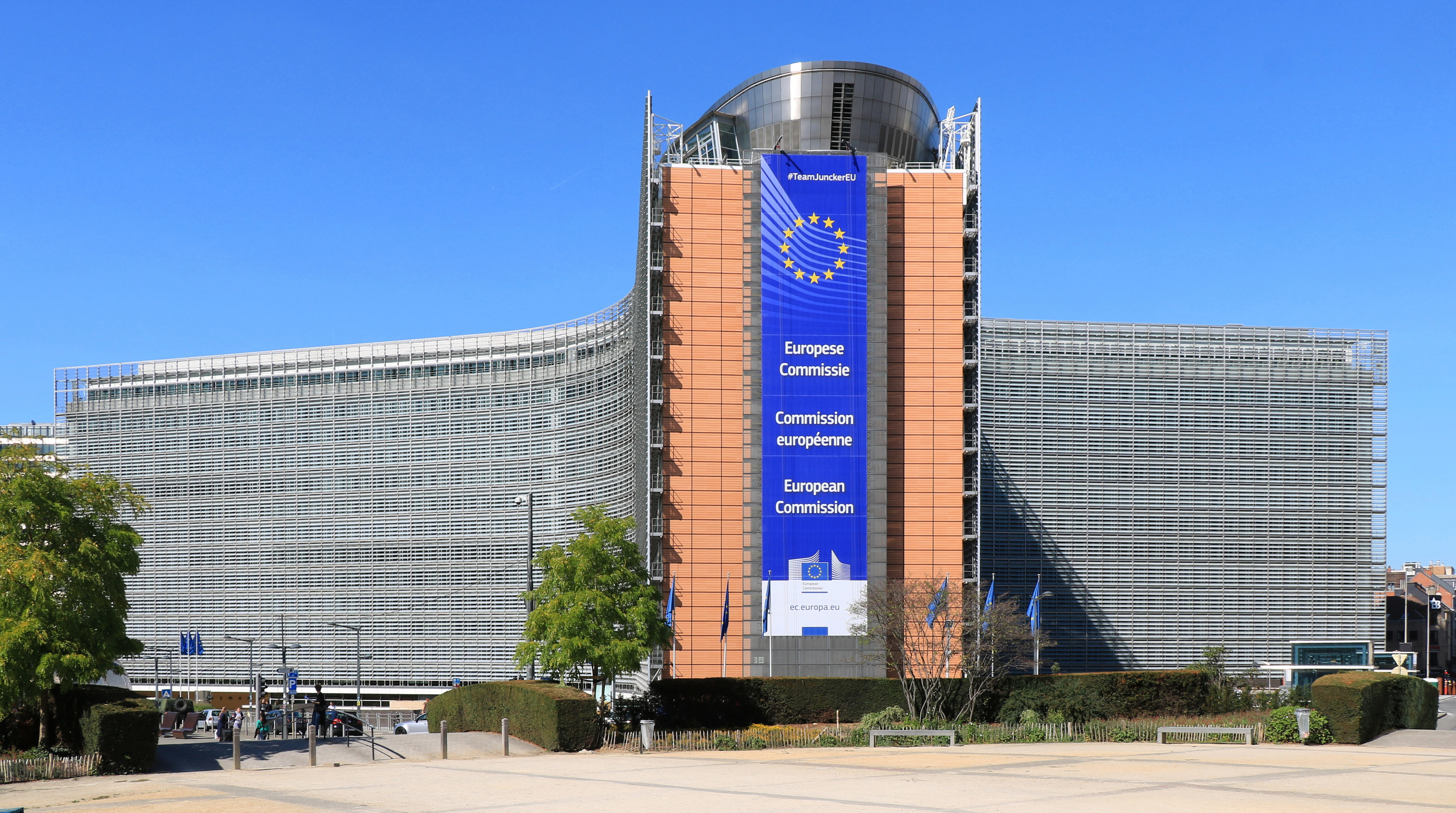
Kantoor van de Europese Commissie, die Apple in 2016 een recordbelastingboete oplegde, hetgeen op 15 juli 2020 door het Europese Hof van Justitie werd nietigverklaard